# Enteriske nervesystem
Det enteriske nervesystem (ENS) eller intrinsiske nervesystem er en af hovedopdelinger af nervesystemet, og består af netagtigt system af neuroner der overvåger funktioner i det gastrointestinale system. Det refereres som regel til separat fra det autonome nervesystem, siden det har sit egen uafhængige refleksaktivitet.